# 中里宏司
中里 宏司（なかざと こうじ、1982年4月24日 - ）は、神奈川県出身の元サッカー選手、サッカー指導者。現・湘南ベルマーレ普及コーチ。

## 人物
主にMFでボランチやサイドアタッカーとしての起用が多いが、時にはDFをこなすこともある。
「中里といえば6番」と言うのが湘南サポーター内でも思われていたが、本人は「6番の時は怪我が多かったので」と、2007年復帰時には5番を選択した。

## 来歴
Jrユースからベルマーレ平塚/湘南ベルマーレに所属する生え抜き選手。同期に杉本圭、美尾敦、増本浩平。1999年にはクラブユース選手権準優勝、高円宮杯準優勝に貢献した。
2000年高校3年次に2種登録選手としてトップチームに登録され加藤久監督に評価され、同年に高校生Jリーガーとしてリーグ戦デビューを果たす。翌2001年、トップチームとプロ契約を結び、主力として活躍した。
年代別代表では、西村昭宏率いるU-19日本代表候補に選出されるも、2001 FIFAワールドユース選手権メンバーには選出されず。2002年小野剛率いるU-22日本代表としてトゥーロン国際大会に出場、松井大輔・山瀬功治や阿部勇樹らと3位入賞に貢献した。
一方湘南では2002年に肩を手術しシーズンほとんどをリハビリに過ごし、復帰後は主力ボランチとして活躍するも、2004年6月に左膝前十字靭帯損傷により長期離脱、復帰以降も怪我や成績不振に伴う相次ぐ監督交代により先発メンバーに定着できなかった。
2006年、小野に熱望されサンフレッチェ広島へレンタル移籍した。当初は中盤や駒野友一のバックアップ要員だった が、ミハイロ・ペトロヴィッチ監督に変わりCBやボランチとして重用された。
2007年には湘南ベルマーレに復帰、17試合に出場したが、シーズン終了後に怪我を原因に引退。
2008年から湘南普及コーチに就任した。2010年から茅ヶ崎市に開校した湘南ベルマーレ茅ヶ崎フットサルクラブ管理人をしている。

## 所属クラブ
- ベルマーレ平塚Jrユース（鎌倉市立岩瀬中学校在籍）
- 湘南ベルマーレユース（神奈川県立深沢高等学校在籍）
- 2001年 - 2007年 湘南ベルマーレ
  - 2006年 サンフレッチェ広島（レンタル移籍）

## 個人成績
| 国内大会個人成績 | 国内大会個人成績 | 国内大会個人成績 | 国内大会個人成績 | 国内大会個人成績 | 国内大会個人成績 | 国内大会個人成績 | 国内大会個人成績 | 国内大会個人成績 | 国内大会個人成績 | 国内大会個人成績 | 国内大会個人成績 |
| 年度             | クラブ           | 背番号           | リーグ           | リーグ戦         | リーグ戦         | リーグ杯         | リーグ杯         | オープン杯       | オープン杯       | 期間通算         | 期間通算         |
| 年度             | クラブ           | 背番号           | リーグ           | 出場             | 得点             | 出場             | 得点             | 出場             | 得点             | 出場             | 得点             |
| 日本             | 日本             | 日本             | 日本             | リーグ戦         | リーグ戦         | リーグ杯         | リーグ杯         | 天皇杯           | 天皇杯           | 期間通算         | 期間通算         |
| ---------------- | ---------------- | ---------------- | ---------------- | ---------------- | ---------------- | ---------------- | ---------------- | ---------------- | ---------------- | ---------------- | ---------------- |
| 2000             | 湘南             | 33               | J2               | 6                | 0                | 0                | 0                | 3                | 0                | 9                | 0                |
| 2001             | 湘南             | 27               | J2               | 31               | 1                | 1                | 0                | 2                | 0                | 34               | 1                |
| 2002             | 湘南             | 15               | J2               | 4                | 0                | -                | -                | 2                | 0                | 6                | 0                |
| 2003             | 湘南             | 6                | J2               | 29               | 2                | -                | -                | 4                | 0                | 33               | 2                |
| 2004             | 湘南             | 6                | J2               | 16               | 0                | -                | -                | 0                | 0                | 16               | 0                |
| 2005             | 湘南             | 6                | J2               | 13               | 0                | -                | -                | 0                | 0                | 13               | 0                |
| 2006             | 広島             | 15               | J1               | 12               | 0                | 2                | 0                | 1                | 0                | 15               | 0                |
| 2007             | 湘南             | 5                | J2               | 17               | 0                | -                | -                | 0                | 0                | 17               | 0                |
| 通算             | 日本             | 日本             | J1               | 12               | 0                | 2                | 0                | 1                | 0                | 15               | 0                |
| 通算             | 日本             | 日本             | J2               | 116              | 3                | 1                | 0                | 11               | 0                | 128              | 3                |
| 総通算           | 総通算           | 総通算           | 総通算           | 128              | 3                | 3                | 0                | 12               | 0                | 143              | 3                |

- 2000年はユース所属

- Jリーグ初出場 2000年5月14日 J2第12節 対ベガルタ仙台戦（ユアスタ）
- Jリーグ初得点 2001年5月19日 J2第12節 対ヴァンフォーレ甲府戦（平塚）

## 代表歴
- 2001年-2003年 U-20/22日本代表[4]

## 指導歴
- 2008年 - 湘南ベルマーレ普及コーチ
  - 2010年 - 湘南ベルマーレ茅ヶ崎フットサルクラブスタッフ